# Aphanisticus
Aphanisticus — род жуков-златок из подсемейства Agrilinae. Включает в себя свыше 350 видов.

## Описание
Тело удлинённое. Бёдра на внутренней стороне с большими плоскими углублениями, в которых полностью скрываются голени.

## Систематика
В составе рода:
- Aphanisticus emarginatus (Olivier, 1790)
- Aphanisticus pusillus (Olivier, 1790)